# Theodor Emil Schmidt

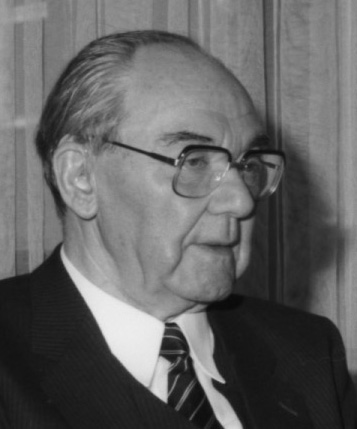
Theodor Emil Schmidt im Jahr 1982

Theodor Emil Schmidt (* 9. April 1905 in Mannheim; † 26. September 1982 in Eschbronn) war ein deutscher Ingenieur und Hochschullehrer, der sich insbesondere im Bereich der Kältetechnik einen Namen gemacht hat.

## Leben
Theodor Emil Schmidt promovierte im Jahr 1931 bei Rudolf Plank mit einer Arbeit über Kältemaschinen. Mit einer Arbeit über die Wärmeleistung berippter Oberflächen habilitierte er sich 1949. Im Jahr 1963 wurde er ordentlicher Professor am neu gegründeten Lehrstuhl für Wärmetechnik der Technischen Hochschule Stuttgart, wo er Technische Thermodynamik, Wärmeübertragung und Kältetechnik lehrte. Zuvor war Schmidt Direktor der kältetechnischen Abteilung der Brown, Boveri & Cie. Das Universitätsinstitut leitete er bis 1973.
Theodor Emil Schmidt war über 50 Jahre lang Mitglied des Deutschen Kälte- und Klimatechnischen Vereins (DKV). Dessen Vorstand gehörte er von 1958 bis zu seinem Lebensende an. Er gründete die DKV-Bezirksvereine Kurpfalz und Stuttgart. Ab 1966 war Schmidt stellvertretender Vorsitzender des DKV, von 1969 bis 1972 dessen Vorsitzender. Er arbeitete in Gremien von DIN, ISO, VDI und VDMA mit. Er war auch Vorsitzender des Forschungsrates Kältetechnik, Präsidiumsmitglied der Arbeitsgemeinschaft industrieller Forschungsvereinigungen (AiF) und Vizepräsident der Kommission III des Institut International du Froid (IIF).

## Auszeichnungen
- 1957: Preis des DKV für hervorragende wissenschaftliche Leistungen[3]
- 1977: Rudolf-Plank-Medaille des DKV
- 1979: Ehrenvorsitzender des DKV

## Veröffentlichungen (Auswahl)
- Der Einfluß der Unterkühlung auf die Wirtschaftlichkeit einer Kältemaschine. Dissertationsschrift. Karlsruhe 1931.
- Der Wärmeübergang in Luftkühlern mit Rippenrohren. Ges.f. Kältewesen, Berlin 1933.
- Die Wärmeleistung von berippten Oberflächen. Habilitationsschrift. C. F. Müller, Karlsruhe 1950.
- Wirtschaftlich Planen und Konstruieren von Anlagen mit Hilfe der Progression. VDI-Verlag, Düsseldorf 1967.